# Плавание на летних Олимпийских играх 2008 — эстафета 4×100 метров вольным стилем (мужчины)

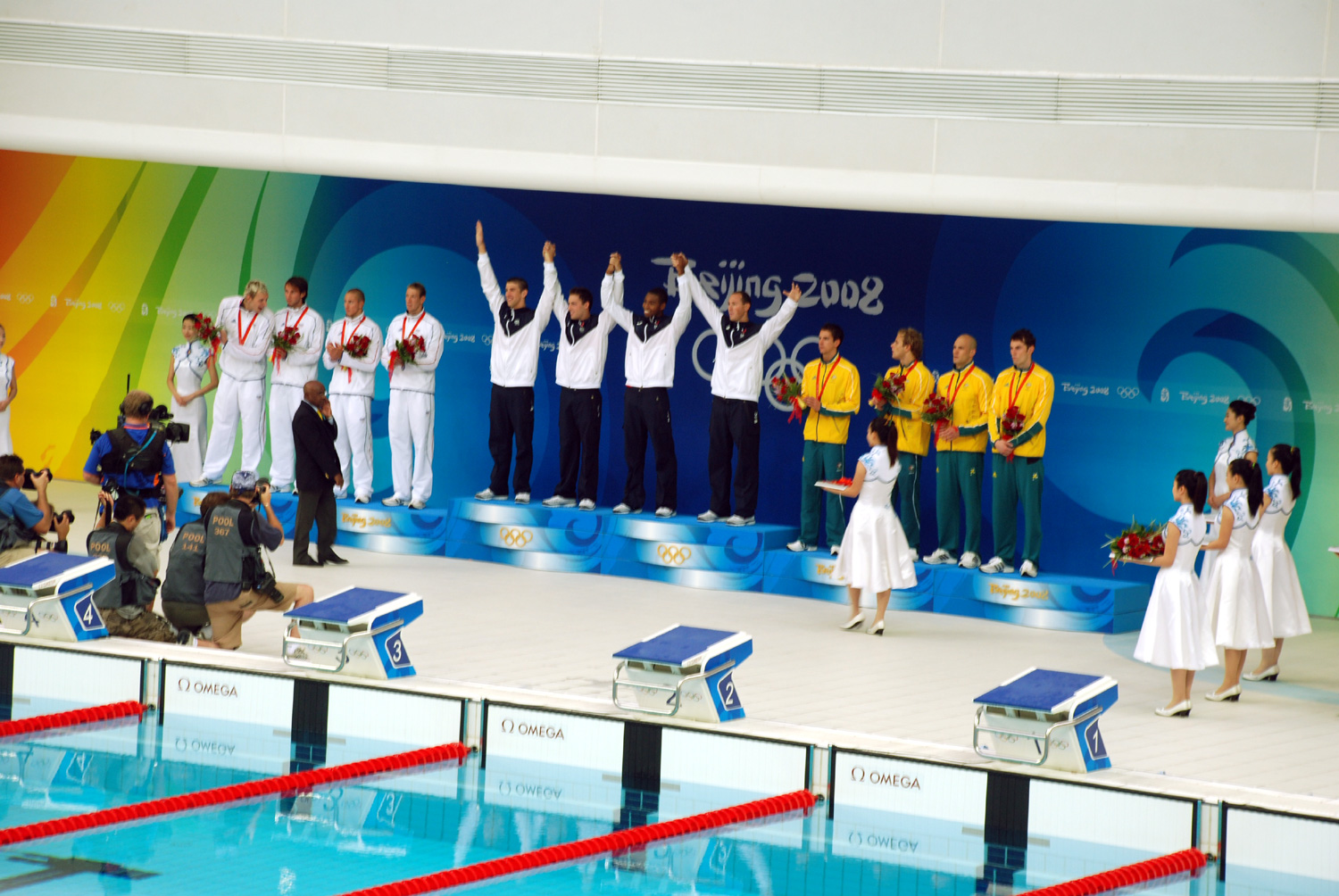
Церемония награждения: золотые медали вручаются команде США.

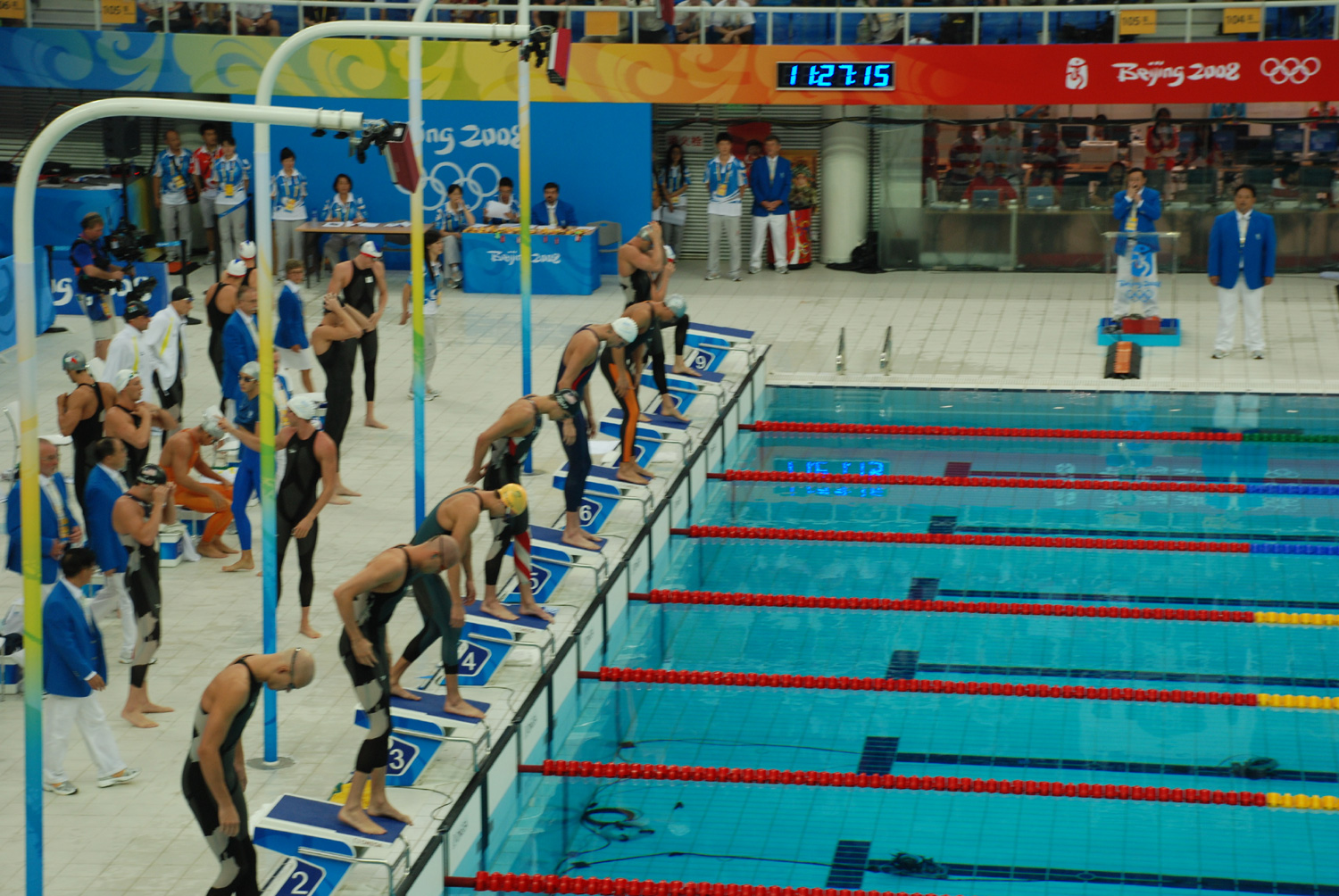
Плывущие первыми участники финала эстафеты 4×100 м вольным стилем готовятся к старту. На 4-й стартовой тумбочке — Майкл Фелпс.

Соревнования в эстафете 4×100 метров вольным стилем (мужчины) на Олимпийских играх 2008 года проводились 10 и 11 августа в Пекинском национальном плавательном комплексе.
В финале перед последним этапом лидировали французы, опережая американцев на 0,59 сек и на секунду с лишним австралийцев. За французов на последнем этапе плыл Ален Бернар, владевший мировым рекордом до начала этой эстафеты, который через несколько дней там же в Пекине выиграл золото на дистанции 100 метров вольным стилем. За американцев плыл 32-летний Джейсон Лезак, который уже выигрывал серебро и бронзу в этой эстафете на Олимпийских играх 2000 и 2004 годов. Лезак сумел отыграть всё преимущество Бернара и опередил француза на финише на 0,08 сек, проплыв свою 100-метровку за 46,06 сек — лучший результат в истории плавания (мировые рекорды в эстафетах фиксируются только на первом этапе). Бернар проплыл за 46,73, лучше всех других пловцов на 4-м этапе, кроме Лезака. 
Американцы установили новый мировой рекорд — 3:08,24 (превысив достижение, установленное в предварительном заплыве), французы установили рекорд Европы, австралийцы, финишировавшие третьими. — рекорд Океании. Австралиец Имон Салливан, плывший на первом этапе, установил мировой рекорд на 100-метровке — 47,24 сек, отобрав его у Алена Бернара (Бернар вернул себе рекорд спустя два дня).

## Медалисты
| Золото | Серебро                                                                                              | Бронза                                                                                                  |
| США · Майкл Фелпс · Гарретт Вебер-Гейл · Каллен Джонс · Джейсон Лезак · Натан Эдриан* · Бен Уайлдмен-Тобринер* · Мэтт Гриверс* | Франция · Амори Лево · Фабьен Жило · Фредерик Буске · Ален Бернар · Грегори Малле* · Борис Штейметц* | Австралия · Имон Салливан · Эндрю Лотерштайн · Эшли Кэллус · Мэтт Таргетт · Лейт Броди* · Патрик Мёрфи* |

*—участвовали только в предварительном заплыве

## Рекорды
До начала соревнований, мировой и олимпийский рекорды были следующими:
| Мировой рекорд     | США · Майкл Фелпс (48,83) · Нейл Уолкер (47,89) · Каллен Джонс (47,96) · Джейсон Лезак (47,78)     | 3.12,46 | Виктория, Канада | 19 августа, 2006 |
| Олимпийский рекорд | ЮАР · Роланд Шуманн (48,17) · Линдон Фернс (48,13) · Дариан Таунсенд (48,96) · Рик Нетлинг (47,91) | 3.13,17 | Афины, Греция    | 15 августа, 2004 |

Во время соревнований в этой дисциплине были установлены олимпийские или мировые рекорды:
| Дата       | Заплыв | Спортсмен                                                     | Страна | Время   | Рекорд |
| ---------- | ------ | ------------------------------------------------------------- | ------ | ------- | ------ |
| 10 августа | 1      | Натан Эйдриан Каллен Джонс Бен Уайлдмэн-Тобринер Мэтт Гриверс | США    | 3.12,23 | OR, WR |
| 11 августа | Финал  | Майкл Фелпс Гарретт Вебер-Гейл Каллен Джонс Джейсон Лезак     | США    | 3.08,24 | OR, WR |

Кроме того, во втором отборочном заплыве Амори Лево установил новый олимпийский рекорд в плавании 100 м вольным стилем на 1 этапе этой эстафеты. А в финале Имон Салливэн установил мировой рекорд для 100 м вольным стилем.

## Заплывы

### Отборочные
10 августа 2008, с 20:47 по местному времени (UTC+8)
| Место | Заплыв | Страна                                                                                  | 100 м      | 200 м   | 300 м   | Время                    |
| ----- | ------ | --------------------------------------------------------------------------------------- | ---------- | ------- | ------- | ------------------------ |
| 0     | 0      | !а                                                                                      | !a         | !а      | !a      | !a                       |
| 1     | 1      | США · Натан Эйдриан, Каллен Джонс, Бен Уайлдмэн-Тобринер, Мэтт Гриверс                  | 48,82      | 1.36,43 | 2.24,46 | 3.12,23 — мировой рекорд |
| 2     | 2      | Франция · Амори Лево, Грегори Малле, Борис Штейметц, Фредерик Буске                     | 47,76 (OR) | 1.35,90 | 2.25,73 | 3.12,36 — рекорд Европы  |
| 3     | 1      | Австралия · Эндрю Лотерштайн, Лейт Броди, Патрик Мёрфи, Мэтт Таргет                     | 48,68      | 1.37,10 | 2.25,19 | 3.12,41 — рекорд Океании |
| 4     | 2      | Италия · Алессандро Кальви, Кристиан Галенда, Микеле Сантуччи, Филиппо Маньини          | 48,58      | 1.36,25 | 2.25,81 | 3.12,65                  |
| 5     | 1      | Швеция · Стефан Нюстранд, Петтер Стюмне, Ларс Фрёландер, Юнас Перссон                   | 48,31      | 1.36,72 | 2.25,07 | 3.12,73                  |
| 6     | 2      | ЮАР · Линдон Фернс, Роланд Скуман, Рик Нитлинг, Дариан Таунсенд                         | 48,20      | 1.37,05 | 2.25,56 | 3.13,06 — рекорд Африки  |
| 7     | 1      | Канада · Брент Хейден, Джоэл Гриншилдс, Рик Сэй, Колин Рассел                           | 48,28      | 1.36,34 | 2.25,45 | 3.13,68                  |
| 8     | 2      | Великобритания · Саймон Барнетт, Адам Браун, Бен Хокин, Росс Дэвенпорт                  | 48,20      | 1.36,63 | 2.25,18 | 3.13,69                  |
| 9     | 2      | Россия · Евгений Лагунов, Андрей Гречин, Андрей Капралов, Сергей Фесиков                | 48,45      | 1.36,53 | 2.25,60 | 3.14,07                  |
| 10    | 1      | Нидерланды · Митья Застро, Питер ван ден Хогенбанд, Бас ван Велтовен, Роберт Лийесен    | 49,40      | 1.36,57 | 2.25,65 | 3.14,90                  |
| 11    | 1      | Новая Зеландия · Марк Херринг, Кэм Гибсон, Уилли Бенсон, Ориноко Фаамаусили-Бансе-Принс | 49,73      | 1.37,80 | 2.26,45 | 3.15,41                  |
| 12    | 2      | Китай · Чэнь Цзо, Хуан Шаохуа, Лу Чжиу, Цай Ли                                          | 49,16      | 1.37,99 | 2.26,71 | 3.16,16 — рекорд Азии    |
| 13    | 2      | Швейцария · Доминик Майхтри, Карел Нови, Флори Ланг, Адриен Перес                       | 48,96      | 1.37,56 | 2.26,90 | 3.16,80                  |
| 14    | 1      | Япония · Такуро Фудзии, Хисаёси Сато, Масаюки Кисида, Юсихиро Окумура                   | 49,15      | 1.38,07 | 2.28,07 | 3.17,28                  |
| 15    | 1      | Германия · Штеффен Дайблер, Йенс Шрайбер, Бенджамин Штарке, Пауль Бидерман              | 49,61      | 1.39,19 | 2.28,84 | 3.17,99                  |
| 16    | 2      | Бразилия · Сезар Сьелу, Родригу Кастру, Фернанду Силва, Николас Оливейра                | 47,91      | 1.37,14 | 2.26,67 | DSQ                      |
| 999   | 999    | ЯЯЯ                                                                                     | ~z         | ~z      | ~z      | ~z                       |

### Финал
11 августа 2008 года, 11:26 по местному времени
| Место | Дорожка | Страна         | Пловцы                                                           | 100 м      | 200 м   | 300 м   | Время                    |
| ----- | ------- | -------------- | ---------------------------------------------------------------- | ---------- | ------- | ------- | ------------------------ |
| 0     | 0       | !а             | !a                                                               | !а         | !a      | !a      |                          |
| 1     | 4       | США            | Майкл Фелпс Гарретт Вебер-Гейл Каллен Джонс Джейсон Лезак        | 47,51      | 1.34,53 | 2.22,18 | 3.08,24 — мировой рекорд |
| 2     | 5       | Франция        | Амори Лево Фабьен Жило Фредерик Буске Ален Бернар                | 47,91      | 1.34,96 | 2.21,59 | 3.08,32 — рекорд Европы  |
| 3     | 3       | Австралия      | Имон Салливан Эндрю Лотерштайн Эшли Кэллус Мэтт Таргетт          | 47,24 (WR) | 1.35,11 | 2.22,66 | 3.09,91 — рекорд Океании |
| 4     | 6       | Италия         | Алессандро Кальви Кристиан Галенда Марко Белотти Филиппо Маньини | 48,49      | 1.35,98 | 2.24,21 | 3.11,48                  |
| 5     | 2       | Швеция         | Петтер Стюмне Ларс Фрёландер Стефан Нюстранд Юнас Перссон        | 49,17      | 1.37,19 | 2.24,44 | 3.11,92                  |
| 6     | 1       | Канада         | Брент Хейден Джоэл Гриншилдс Колин Рассел Рик Сэй                | 47,56      | 1.35,33 | 2.23,82 | 3.12,26                  |
| 7     | 7       | ЮАР            | Линдон Фернс Дариан Таунсенд Роланд Скуман Рик Нитлинг           | 48,15      | 1.36,26 | 2.24,58 | 3.12,66 — рекорд Африки  |
| 8     | 8       | Великобритания | Саймон Барнетт Адам Браун Бен Хокин Росс Дэвенпорт               | 48,34      | 1.36,09 | 2.24,59 | 3.12,87                  |
| 999   | 999     | ЯЯЯ            | ~z                                                               | ~z         | ~z      | ~z      |                          |